# Мигия
Мигия (укр. Мигія) — село в Первомайском районе Николаевской области Украины. Также известно под названием Мигея.
Население по переписи 2001 года составляло 2099 человек. Почтовый индекс — 55223. Телефонный код — 5161. Занимает площадь 10 км².
Одно из мест на Украине, где летом организовываются тренировки по технике водного туризма и гребного слалома. Здесь расположен каньон Южного Буга с 12-ю порогами и выходами гранитных скал. Среди них выделяются Высокая скала, скала «Турецкий Стол» и пороги, называемые Красными воротами (также их называют «интегралом» из-за характерной формы), Большой Мигейский и Малый Мигейский. Здесь и проводятся соревнования по водному слалому и водному туризму.
Также в Мигие есть Чёрное (Радоновое) озеро — затопленный гранитный карьер. Оно знаменито своим живописным видом, глубиной до 40 метров, прозрачной голубоватой водой и выделениями газа радона. 
Одна из достопримечательностей — водяная вальцевая мельница Скаржинского.
Через село проходит автомобильная дорога Р-06 Благовещенское — Николаев.

## Местный совет
55223, Николаевская обл., Первомайский р-н, с. Мигия, ул. Первомайская, 50.